# Ворожба
Ворожба (рус. Во́лчина) река је која протиче преко територије Тверске области, на северозапу европског дела Руске Федерације. 
Извире на подручју Удомљанског рејона на северу Тверске области, на надморској висини од 203 метра. Након 64 km тока улива се у реку Волчину (део басена реке Мологе, односно Волге) на подручју Максатишког рејона. Укупан пад речног корита је око 70 метара. 
Одликује је углавном спор ток и доста мочварне обале. Најважније притоке су потоци који повремено доносе воду из околних замочварених подручја.